# Skarpa Alby
Skarpa Alby är en by på östra sidan av Öland, i Sandby socken och Mörbylånga kommun. Byn gränsar till Stora Alvaret och byarna Torp i norr och Ekelunda i söder.

## Ortnamnet
Skarpa betyder torr eller ofruktbar. Alby syftar på trädslaget al. 
Byn omtalas första gången 1458 ('Skarppe Alby'), då Elin Gustavsdotter (Sture) ärvde en gård som räntade 18 penningar och en 1/2 uttungs jord som årligen räntade 12 öre byn efter son bror Algot. Under 1500-talet omfattade byn 4 mantal frälse (ett tillhörigt släkterna Vasa och Bjelke, ett tillhörigt släkterna Bese och Somme samt två tillhöriga ätten Bååt). Därtill fanns två kyrkoutjordar i Skarpa Alby, den ena lades 1559 under Möckleby prästgård.

## Samhället
I byn finns det sju gårdar där det bor människor året runt. Gårdarna i byn är kringbyggda.
Alla har en gång i tiden varit jordbrukare, men nu finns endast en aktiv gård kvar. Gården i byn har mjölkproduktion.
I byn finns bl.a. även snickrare, florist, släktforskare och en garnbutik.
Förutom åretruntbostäder finns det sex sommarstugor i byn. 
Skarpa Alby har en privat landningsbana. Det är ett gräsfält som är 360 meter långt.
Från Skarpa Alby kan gå eller cykla ut på Dröstorps alvaret.  

## Kända personer
- William Björneman